# Plaza Mayor de San Francisco
La plaza Mayor de San Francisco está localizada en el centro de la ciudad de La Paz, Bolivia. Es un atrio urbano que se despliega frente a la Basílica de San Francisco y el Centro Cultural Museo San Francisco.

## Historia

### Prehispánica
Durante las excavaciones realizadas para la construcción del actual Mercado Lanza se hallaron restos cerámicos, lo que hace suponer que, dada la cercanía con las viviendas del cacique Quirquinchu, los asentamientos prehispánicos y el río, la plaza y el lugar ocupado por la Basílica eran un espacio ritual aimara sobre el que se construyó el templo católico según era usanza en la época.

### Colonia
El sector en el que se emplaza la Plaza Mayor se registra en la época de la fundación de La Paz y es contemporánea a la creación de la Iglesia de la que ha heredado su nombre, esta fecha corresponde a 1549 para algunos historiadores un año después de la fundación de La Paz a cargo del capitán Alonso de Mendoza aunque otros afirman que es anterior a la fundación de la ciudad y que se trataba de un espacio religioso implementado por las primeras familias españolas instaladas en el sector.De acuerdo a estas versiones la Iglesia cuyo atrio se convierte en la actual Plaza Mayor fue la primera o la segunda iglesia de la Ciudad.
Como parte del Conjunto Conventual San Francisco, que llegó a ocupar 2 manzanos completos del sector, manzanos que incluían el seminario, lo que hoy es el Museo San Francisco y la Cripta del mismo, el Colegio San Francisco y otras dependencias de la orden.
A pesar de estar situado en el sector denominado Pueblo de Indios en la ciudad, muchos aimaras oían la eucaristía desde el atrio de la Iglesia durante los siglos posteriores a su implementación.

### Época Republicana
A través de los siglos sufrió diferentes transformaciones, algunas de ellas como intervenciones directas en el atrio de la Iglesia y otras como consecuencia secundaria del desarrollo urbano.
Entre las más importantes podemos citar la demolición de parte del claustro cuyas primera y segunda Crujía (arquitectura) pasaron a formar parte del espacio público como parte del proyecto planificado desde 1916 para embovedar el río e implementar la Avenida Mariscal Santa Cruz. A mediados de los sesenta se construyó la fachada de inspiración neoclásica que separa el área pública del Museo San Francisco.

Durante el siglo XX ya se había implementado el viaducto subterráneo que cruza el sector: Túnel San Francisco,que conecta las calles Honda y Santa Cruz de la Sierra y la Plaza existía bajo el nombre de plaza de San Francisco junto a la plaza de Los Héroes que albergaba una obra escultórica de grandes dimensiones, obra del artista Ted Carrasco, en la que destacaba la cabeza tallada del Mariscal Andrés de Santa Cruz, convertida en los años noventa en un hito urbano y espacio de encuentro, conocida como la cabeza de Zepita el área al concentrar actividades administrativas, comerciales y culturales era un punto de encuentro de los ciudadanos que realizaban distintas actividades políticas, cotidianas y de ocio en los alrededores, la concentración peatonal era además alimentada por la cercanía del Mercado Lanza.

### SigloXXI
La plaza, denominada hasta entonces San Francisco, fue remodelada en 2011, tras lo cual obtuvo su actual configuración . se fusionó el espacio de la Plaza de los héroes a través de una amplia escalinata que hace las veces de teatrín y se trasladó el conjunto escultórico a la zona de La Florida tras un concurso lanzado por el Gobierno Municipal para el propósito. la remodelación de la actual Plaza mayor fue parte del Plan de Revitalización Urbana denominada revive el centro, que incluyó la construcción del Túnel Potosí y otras obras en espacios públicos aledaños como la calle Sagárnaga y la calle Evaristo Valle. Como parte del proyecto integral, se construyeron también la plaza Fabril ubicada frente a la Plaza mayor y el Túnel Potosí.

## Características
La plaza tiene un área de 6163 m² y capacidad para albergar a 100.000 personas, y es la secuencia de tres explanadas delimitadas por la basílica de San Francisco, desde la que se desarrolla como un amplio atrio, la calle Sagárnaga, la Avenida Mariscal Santa Cruz, la calle Figueroa y el Mercado Lanza, cada uno de estos puntos tiene accesos peatonales a nivel que conectan con la plaza. En niveles subterráneos se desarrollan oficinas administrativas y parqueos.

### Materialidad
La plaza tiene pisos de piedra Comanche y concreto y presenta mobiliario urbano metálico y de concreto.

### Usos
Por sus dimensiones y ubicación de relevancia metropolitana, en la plaza se desarrollan actos políticos, cívicos y festivos de importancia durante todo el año, acoge igualmente ferias, exposiciones y conciertos.
Ha sido, a través de los siglos escenario de importantes hechos y manifestaciones políticas a lo largo de su historia, entre las ocurridas en el siglo XX se hallan manifestaciones y concentraciones masivas, así como discursos, renuncias y campañas de importantes personajes políticos.